# Quadri Adediran
Quadri Adebayo Adediran (* 10. října 2000 Lagos) je nigerijský profesionální fotbalista, který hraje na pozici útočníka za český klub SK Artis Brno. 

## Klubová kariéra
Na začátku své hráčské kariéry hrál za týmy v nižších ligách Německa a Malty a na podzim 2021 si ho vyhlédla Dukla Praha z 2. české fotbalové ligy. Během sezóny a půl vstřelil Adediran v dresu Dukly 2 branky v 18 ligových zápasech.
V lednu 2023 přestoupil do prvoligových Českých Budějovic. V české nejvyšší soutěži se rychle adaptoval a v jarní části sezóny 2022/23 vstřelil 3 ligové branky. O své místo v sestavě nepřišel ani na podzim a patřil k důležitým hráčům týmu, který se po podzimní části sezóny nacházel na poslední 16. příčce.
Nigerijský útočník v lednu 2024 odešel na hostování s opcí do Baníku Ostrava. Z něj se na začátku nové sezony vrátil. Z Dynama přestoupil v červnu roku 2025.